# Nou Neou
Nou Neou, även kallad Mrs Ung Mung, var en kambodjansk politiker.
Hon var biträdande turistminister 1969-1970. Hon var en av de första kvinnorna att utnämnas till minister i Kambodja, efter Tong Siv Eng och Diep Dinar.
Hon avskedades efter kuppen 1970. Hon var sedan aktiv som ordförande för Cambodian Women’s Association. Hon blev under inbördeskriget ordförande för Patriotic Women’s Youth Commandos, som skötte mobiliseringen av kvinnor i försvaret mot röda khmererna. Hon fick i uppdrag av Lon Nol att förhandla fram en överenskommelse enligt vilken röda khmererna skulle integreras i armén, men förhandlingarna föll på grund av kravet att de skulle bli tvungna att bli godkända av Cambodian Military Academy. 